# 加涅薩
加涅薩（Ganyesa）是南非的城鎮，位於該國西北部，由西北省負責管轄，距離首府梅富根約170公里，面積20.56平方公里，2001年人口15,693，人口密度每平方公里763人。